# Lik hrvatskog vladara
Lik hrvatskog vladara je prikaz trojice likova na mramornoj ploči veličine 60×165 cm klesanog u 11. stoljeću. Lik je se nalazi na ranokršćanskom krsnom zdencu baptisterija u katedrali sv. Dujma u Splitu.  U izvornoj postavi bio je smješten s boka prednjega kraka zdenca. Međutim, u 20. stoljeću premješten je na njegovu čeonu stranu. Ikonološki zanimljivu temu na pluteju čini donekle zagonetna kompozicija likova triju muškaraca u karakterističnoj međusobnoj dispoziciji. Zdesna je prikazan vladar na tronu, koji je okrunjen. U lijevoj ruci drži vladarsku kuglu, u desnoj križ. Slijeva je stojeći muškarac. Ruke su mu u položaju nošenja nekoga predmeta koji jenaknadno radiran. No, skromni se tragovi još naziru na grudima i trbuhu. Pri dnu je treći lik. Leži potrbuške s rukama ispruženim prema tronu, koji moli u dubokom poklonu (proskinezi). Iznad prizora proteže se široka traka s pleternim ornamentom te pod njom uska i glatka sa slabim tragovima radiranih slova.
U liku vladara na reljefu pojedini su autori prepoznavali Krista kao Spasitelja (Frane Bulić i Luka Jelić), a drugi hrvatskoga kralja kao Pravednoga vladara (Ivan Kukuljević Sakcinski,  M. Abramić i Ljubo Karaman). Danas je ipak prevladalo mišljenje da ploča prikazuje hrvatskog vladara na prijestolju te da je ona dio oltarne pregrade krunidbene bazilike hrvatskih kraljeva, crkve sv. Petra i sv. Mojsija u Solinu, tzv. Šuplja crkva (E.Dyggve).

## LIteratura
- Frane Bulić i M. Abramić, Vjesnik za arheologiju i historiju dalmatinsku god. XLVII-XLVIII., Narodna tiskara, Split, 1926.
- Josip Bratulić i Stjepan Damjanović, Hrvatska pisana kultura, 1. svezak, 8. – 17. stoljeće, str. 14, ISBN 953-96657-3-6

## Vanjske poveznice
|  | Zajednički poslužitelj ima još gradiva o temi Lik hrvatskog vladara |